# Álex Debón
Álex Debón Latorre (Vall de Uxó, 1 de marzo de 1976) es un expiloto español de motociclismo.

## Carrera Deportiva

### Inicios
Debutó en la competición profesional en 1994. Compitió en el campeonato de Europa de 250cc en los años 1998 y 1999 donde finalizó sexto y séptimo respectivamente compaginandolo con algunas carreras en el mundial de 250cc.

### 250cc
Realizó su primera temporada completa en el campeonato mundial de 250cc en el año 2000 enrolado en el equipo de Jorge Martínez "Aspar" pilotando una Aprilia RS250 finalizando en 15.º posición. En la siguiente temporada mejoró su rendimiento y finalizó en 11.º posición.
Para la temporada 2002 decidió abandonar el equipo de Aspar y fichó por el equipo español BQR pero los problemas económicos frustraron este fichaje por lo que pasó al equipo Campetella para seguir pilotando la Aprilia y consiguió el mismo resultado de la temporada anterior, la 11.º posición.
Finalmente en 2003 si pudo concretarse su fichaje por el equipo BQR y pasó a pilotar una Honda RSW250 repitiendo el mismo resultado de las dos anteriores temporadas y se clasificó como uno de los mejores pilotos privados de la categoría.
Para las temporadas 2004 y 2005 siguió en el mismo equipo y consiguió finalizar en ambas temporadas el 12.º.

### Piloto oficial de Test de Aprilia
Aprilia se fijó en él para que pasara a ser su piloto de pruebas de 250cc y Debón abandonó temporalmente la competición para centrarse en el desarrollo de las nuevas motos de competición de Aprilia aunque eso no le impidió que Aprilia le permitiera competir en 5 carreras de la temporada 2006 en el equipo oficial de Aprilia, el Fortuna Aprilia con Jorge Lorenzo como compañero de equipo consiguiendo 50 puntos lo que le valió para finalizar en 13.ª posición el campeonato. También tuvo un puesto como director técnico en el equipo Fortuna Aprilia.
En 2007 siguió como piloto de pruebas de Aprilia desarrollando la nueva Aprilia RSA250 y también como director técnico del equipo Fortuna Aprilia. Participó en 4 carreras del mundial consiguiendo su primer podio mundialista en el Gran premio de Valencia sumando 27 puntos que le colocaron en la 18.º posición.

### Regreso al mundial de 250cc
Para la temporada 2008 vuelve plenamente a la competición como sustituto de Jorge Lorenzo en el equipo Lotus Aprilia (anteriormente llamado Fortuna Aprilia) teniendo como compañero a Aleix Espargaró.
Su primera victoria mundialista le llega en el Gran Premio de Francia de 2008.
El 17 de agosto de 2008 Álex consigue su segundo triunfo en 250, tras imponerse en el Gran premio de la República Checa disputado en el Circuito de Brno. Esa temporada finalizó en una buena cuarta posición en campeonato.
Para la temporada 2009 el equipo Lotus Aprilia desapareció por lo que Álex buscó nuevo equipo con la promesa por parte de Aprilia de una montura oficial si reunía el dinero. Finalmente encontró sitio en el equipo BQR con los que ya estuvo en el pasado.

### Retirada como piloto profesional
El 7 de noviembre de 2010 corrió su última carrera como profesional en la cilindrada de Moto2, en el Circuito Ricardo Tormo. Su retirada estuvo directamente relacionada con una dura última temporada, donde se fracturó cuatro veces la clavícula y se sometió a diez operaciones en un periodo de un año.

## Resultados

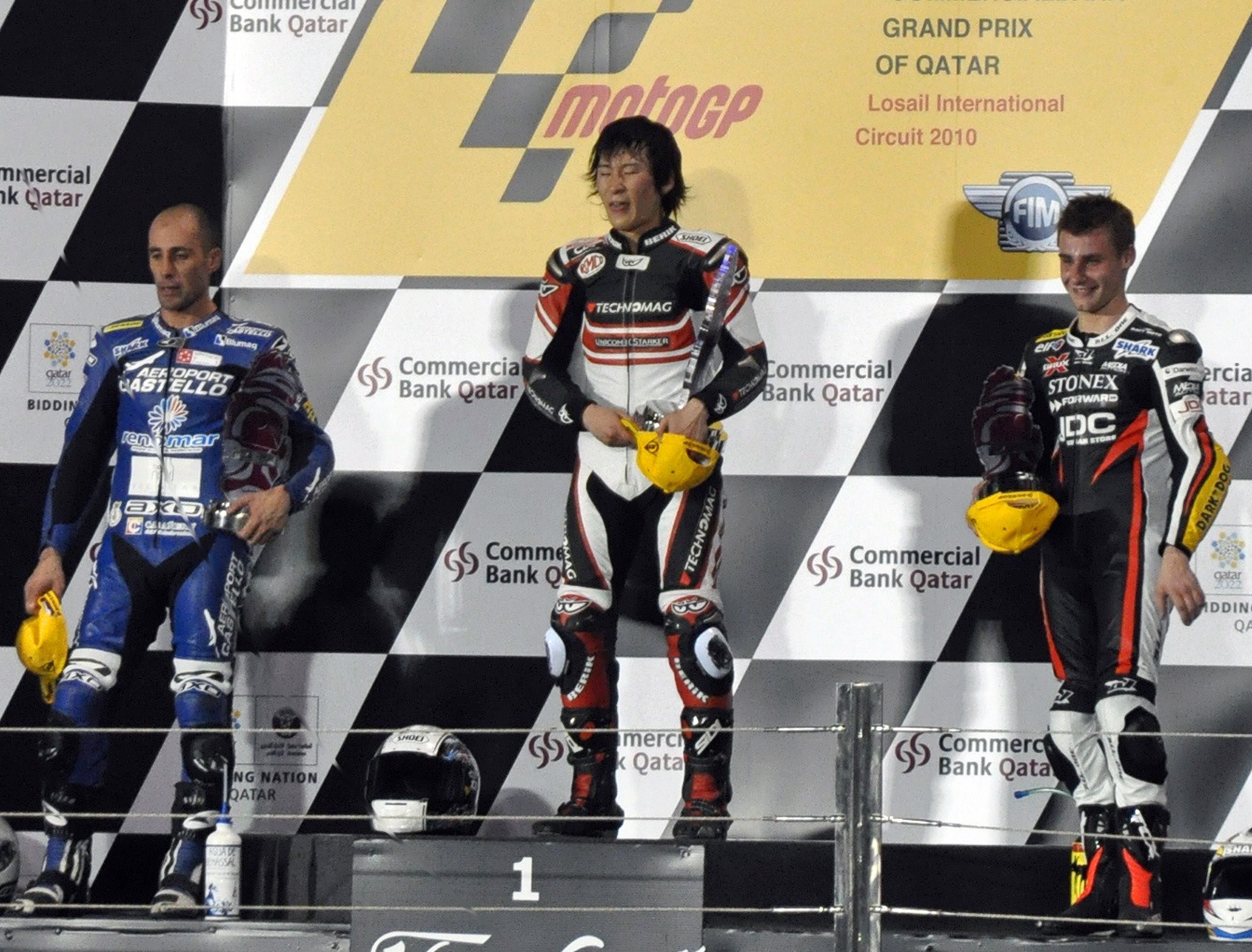
Debón (izq.) en el primer podio de la historia de Moto2 (GP de Catar de 2010), junto con Tomizawa (centro) y Cluzel

### Campeonato del Mundo de Motociclismo
Sistema de puntuación de 1993 hasta 2022:
| Posición | 1.º | 2.º | 3.º | 4.º | 5.º | 6.º | 7.º | 8.º | 9.º | 10.º | 11.º | 12.º | 13.º | 14.º | 15.º |
| Puntos   | 25  | 20  | 16  | 13  | 11  | 10  | 9   | 8   | 7   | 6    | 5    | 4    | 3    | 2    | 1    |

#### Por temporada
| Temporada | Categoría | Moto    | Carreras | Victorias | Podios | Pole | Puntos | Posición |
| --------- | --------- | ------- | -------- | --------- | ------ | ---- | ------ | -------- |
| 1998      | 250 cc    | Honda   | 1        | 0         | 0      | 0    | -      | -        |
| 1999      | 250 cc    | Honda   | 3        | 0         | 0      | 0    | -      | -        |
| 2000      | 250 cc    | Aprilia | 16       | 0         | 0      | 0    | 33     | 15.º     |
| 2001      | 250 cc    | Aprilia | 16       | 0         | 0      | 0    | 60     | 11.º     |
| 2002      | 250 cc    | Aprilia | 16       | 0         | 0      | 0    | 72     | 11.º     |
| 2003      | 250 cc    | Honda   | 15       | 0         | 0      | 0    | 81     | 11.º     |
| 2004      | 250 cc    | Honda   | 15       | 0         | 0      | 0    | 82     | 12.º     |
| 2005      | 250 cc    | Honda   | 16       | 0         | 0      | 0    | 67     | 12.º     |
| 2006      | 250 cc    | Aprilia | 5        | 0         | 0      | 0    | 50     | 13.º     |
| 2007      | 250 cc    | Aprilia | 4        | 0         | 1      | 0    | 27     | 18.º     |
| 2008      | 250 cc    | Aprilia | 16       | 2         | 4      | 0    | 176    | 4.º      |
| 2009      | 250 cc    | Aprilia | 15       | 0         | 1      | 0    | 101    | 10.º     |
| 2010      | Moto2     | FTR     | 14       | 0         | 1      | 0    | 73     | 16.º     |
| Total     |           |         | 152      | 2         | 7      | 0    | 822    |          |

#### Carreras por año
(Carreras en negrita indica pole position, carreras en cursiva indica vuelta rápida)
| Año  | Cat.  | Moto           | 1       | 2       | 3       | 4       | 5       | 6       | 7       | 8       | 9       | 10      | 11      | 12      | 13     | 14      | 15     | 16      | 17      | Pts. | Pos. |
| ---- | ----- | -------------- | ------- | ------- | ------- | ------- | ------- | ------- | ------- | ------- | ------- | ------- | ------- | ------- | ------ | ------- | ------ | ------- | ------- | ---- | ---- |
| 1998 | 250cc | Honda NSR-250  | JAP     | MAL     | ESP     | ITA     | FRA     | MAD Ret | NED     | GBR     | ALE     | CZE     | IMO     | CAT     | AUS    | ARG     |        |         |         | 0    | NC   |
| 1998 | 250cc | Honda NSR-250  | MAL     | JAP     | ESP 26  | FRA     | ITA     | CAT Ret | NED     | GBR     | ALE     | CZE     | IMO     | VAL 18  | AUS    | RSA     | RIO    | ARG     |         | 0    | NC   |
| 2000 | 250cc | Aprilia RS250  | RSA 12  | MAL 9   | JAP Ret | ESP 14  | FRA 15  | ITA Ret | CAT Ret | NED Ret | GBR 6   | ALE Ret | CZE Ret | POR Ret | VAL 11 | RIO Ret | PAC 12 | AUS 18  |         | 33   | 15.º |
| 2001 | 250cc | Aprilia RS250  | JAP Ret | RSA 15  | ESP 13  | FRA 10  | ITA 8   | CAT 11  | NED 20  | GBR 8   | ALE 6   | CZE 10  | POR 12  | VAL 9   | PAC 18 | AUS Ret | MAL 14 | RIO 16  |         | 60   | 11.º |
| 2002 | 250cc | Aprilia RSW250 | JAP 9   | RSA 9   | ESP 8   | FRA 9   | ITA Ret | CAT 13  | NED 12  | GBR 9   | ALE 10  | CZE 13  | POR Ret | RIO Ret | PAC 10 | MAL Ret | AUS 9  | VAL 9   |         | 72   | 11.º |
| 2003 | 250cc | Honda RS250RW  | JAP 11  | RSA DSQ | ESP 9   | FRA 8   | ITA 12  | CAT 11  | NED 11  | GBR 10  | ALE 9   | CZE DNS | POR 11  | RIO 11  | PAC 9  | MAL Ret | AUS 5  | VAL 10  |         | 81   | 11.º |
| 2004 | 250cc | Honda RS250RW  | RSA 6   | ESP 5   | FRA 9   | ITA 15  | CAT 8   | NED 12  | RIO 9   | ALE 11  | GBR Ret | CZE DNS | POR 8   | JAP 10  | QAT 8  | MAL Ret | AUS 11 | VAL 14  |         | 82   | 12.º |
| 2005 | 250cc | Honda RS250RW  | ESP 8   | POR 13  | CHN 11  | FRA 8   | ITA Ret | CAT 11  | NED 13  | GBR Ret | ALE 12  | CZE 13  | JAP 9   | MAL Ret | QAT 11 | AUS 9   | TUR 12 | VAL 11  |         | 67   | 12.º |
| 2006 | 250cc | Aprilia RSW250 | ESP DNS | QAT     | TUR     | CHN     | FRA     | ITA 5   | CAT 5   | NED 4   | GBR     | ALE     | CZE 12  | MAL     | AUS    | JAP     | POR    | VAL 5   |         | 50   | 13.º |
| 2007 | 250cc | Aprilia RSW250 | QAT     | ESP 5   | TUR     | CHN     | FRA     | ITA     | CAT 16  | GBR     | NED     | ALE     | CZE Ret | RSM     | POR    | JAP     | AUS    | MAL     | VAL 3   | 27   | 18.º |
| 2008 | 250cc | Aprilia RSW250 | QAT 4   | ESP 6   | POR Ret | CHN 5   | FRA 1   | ITA 2   | CAT 4   | GBR 7   | NED 4   | ALE Ret | CZE 1   | RSM Ret | IND C  | JAP 3   | AUS 5  | MAL 6   | VAL Ret | 176  | 4.º  |
| 2009 | 250cc | Aprilia RSW250 | QAT 14  | JAP 5   | ESP Ret | FRA Ret | ITA 7   | CAT 5   | NED 6   | ALE 2   | GBR 6   | CZE Ret | IND Ret | RSM 7   | POR 9  | AUS 13  | MAL 7  | VAL DNS |         | 101  | 10.º |
| 2010 | Moto2 | FTR            | QAT 2   | ESP 25  | FRA 16  | ITA 10  | GBR 5   | NED DNS | CAT Ret | ALE Ret | CZE 7   | IND Ret | RSM     | ARA 22  | JAP 10 | MAL 5   | AUS 9  | POR DNS | VAL 13  | 73   | 16.º |

- Datos: Q621494
- Multimedia: Alex Debón / Q621494